# Tannheim (Áustria)
Tannheim é um município da Áustria, situado no distrito de Reutte, no estado do Tirol. Tem 51,28 km² de área e sua população em 2019 foi estimada em 1.100 habitantes.